# Graecum est, non legitur

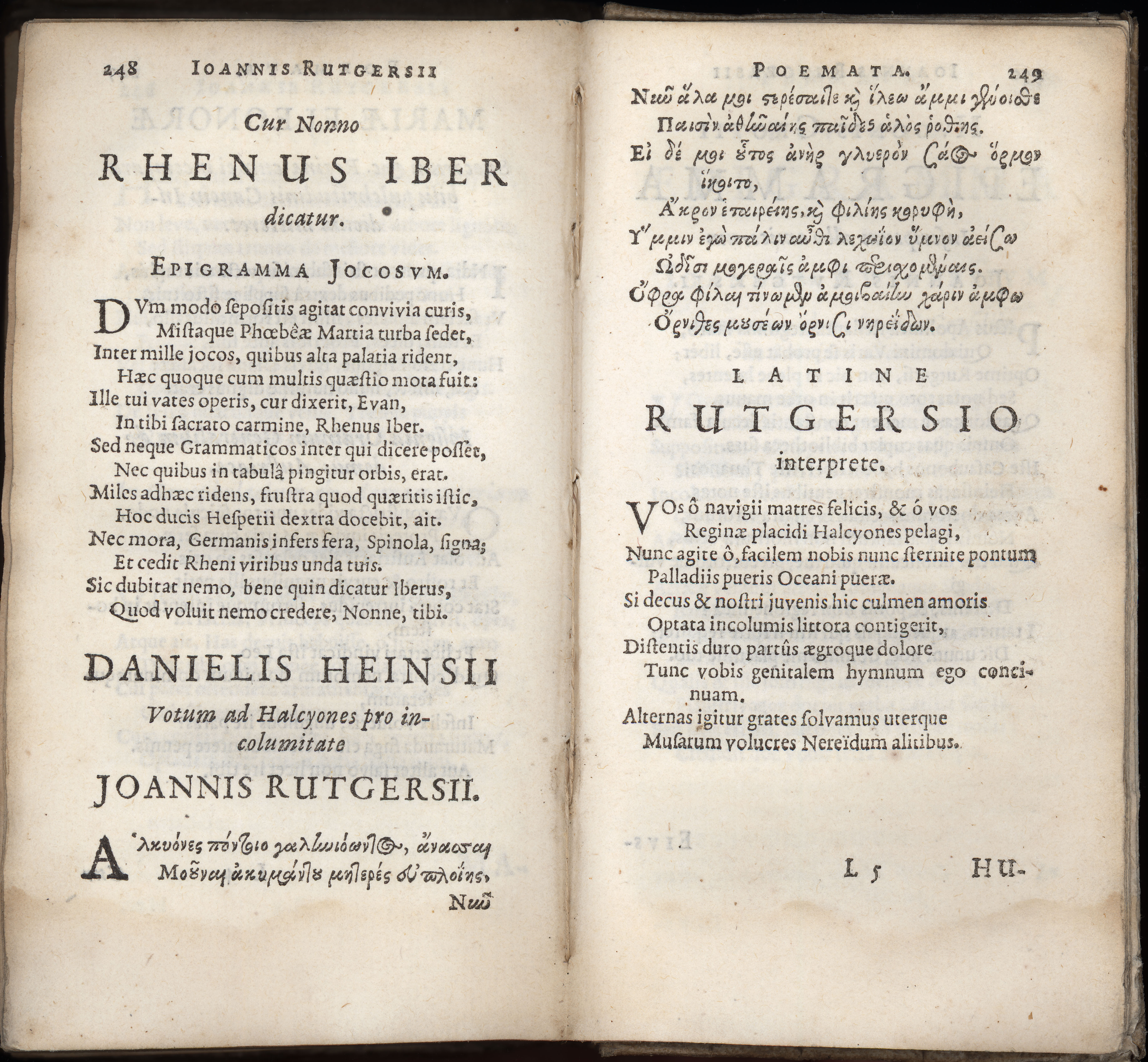
Tekst grecki w łacińskiej książce

Graecum est, non legitur (To po grecku, tego się nie czyta) – łacińska fraza, wyrażająca charakterystyczną dla kultury zachodniej nieznajomość języka i alfabetu greckiego. Współcześnie używana jest w celach żartobliwych, w celu ośmieszenia czyjejś ignorancji w danej dziedzinie. W języku angielskim istnieje frazeologizm It's all Greek to me wywodzący się zapewne z tej frazy. Jedną z przyczyn niechęci do greki w średniowieczu była różnica wyznania pomiędzy katolicyzmem i prawosławiem. Dlatego omawiany zwrot można tłumaczyć również jako nakaz unikania herezji.
Zwrot przypomniał Umberto Eco w powieści Imię róży, a o wiele wcześniej Victor Hugo w Katedrze Marii Panny w Paryżu.